# John Robert Vane

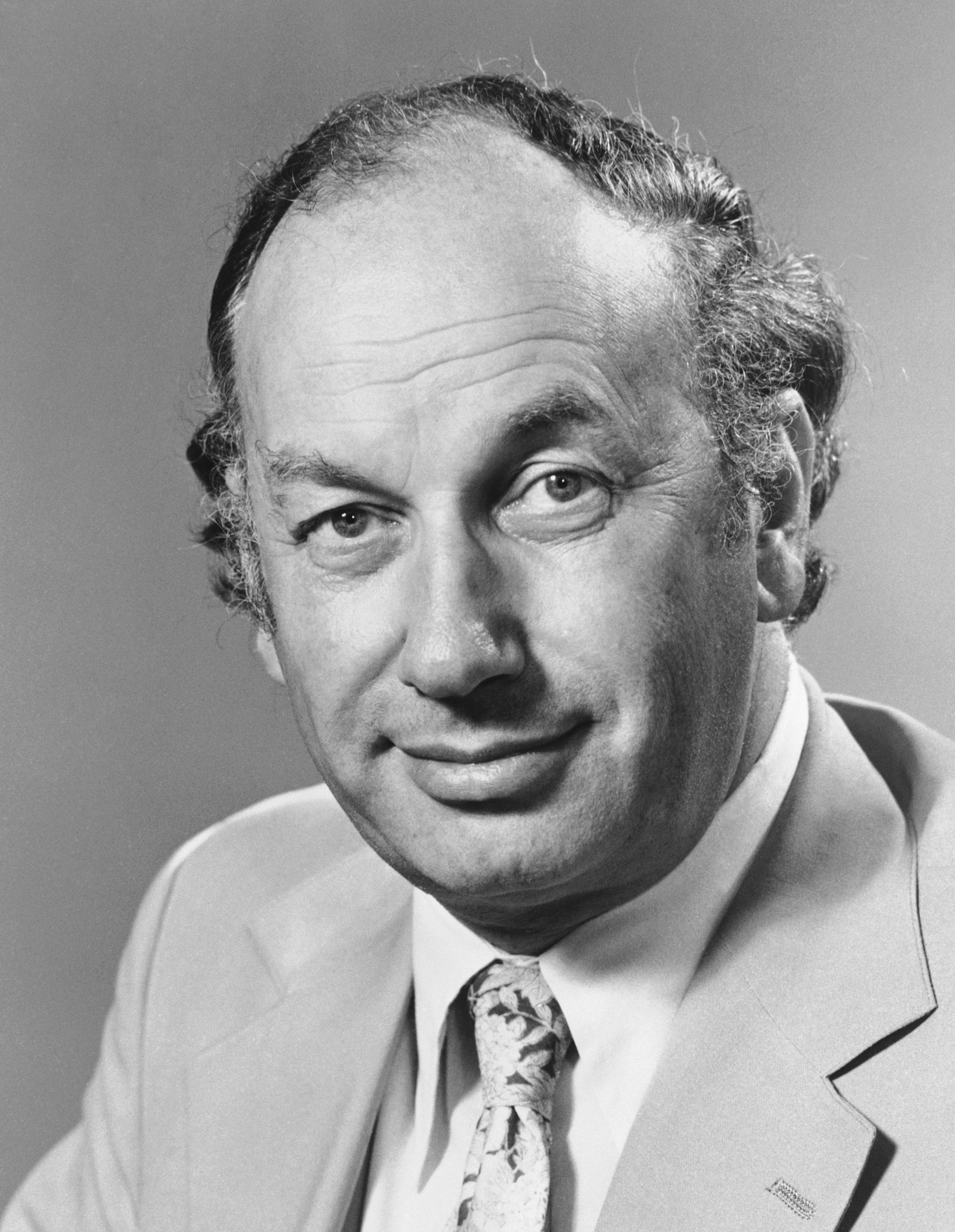
John Robert Vane

Sir John Robert Vane (* 29. März 1927 in Tardebigge, Worcestershire; † 19. November 2004 in Farnborough, London) war ein britischer Biochemiker, Pharmakologe und Medizin-Nobelpreisträger. Er war der Entdecker der Wirkweise von Acetylsalicylsäure auf Prostaglandine.

## Leben
Sein Vater Maurice Vane war Sohn russischer Immigranten; seine Mutter Frances Vane stammte aus einer britischen Bauernfamilie. Er ging auf die King Edward’s School in Birmingham. Mit zwölf Jahren bekam er von seinen Eltern einen Chemiebaukasten und fing an zu experimentieren. Er studierte ab 1944 Chemie an der Universität von Birmingham. Dort wurde er zunächst durch das Fehlen von Möglichkeiten zum Experimentieren enttäuscht. Er studierte dann ab 1946 an der University of Oxford Pharmakologie bei Harold Burn, wo er nach einer Zwischenzeit mit Lehrtätigkeit an der Universität Sheffield 1953 am Nuffield-Institut für Medizinische Forschung bei Geoffrey Dawes promoviert wurde. Ab 1953 war er Assistant Professor an der Yale University. Ab 1955 lehrte er am Institute for Basic Medical Science der Universität London im Royal College of Surgeons of England, zunächst als Senior Lecturer, dann als Reader und schließlich als Professor für experimentelle Pharmakologie. 1973 wurde er Leiter der Forschung bei der Wellcome Foundation. Ab 1985 war er am William Harvey Research Institute am Medical College des St. Bartolomew Hospital in London.
Den Medizin-Nobelpreis erhielt er 1982 zusammen mit Sune Bergström und Bengt Samuelsson für Entdeckungen in Hinblick auf Prostaglandine und verwandte biologisch aktive Substanzen. Ende der 1960er und Anfang der 1970er Jahre entdeckte er, dass Aspirin über die Unterdrückung der Prostaglandinsynthese wirkt. Dabei arbeitete er auch mit dem brasilianischen Pharmakologen Sérgio Henrique Ferreira zusammen, auch auf dem Gebiet der frühen Entwicklung von ACE-Hemmern (was zur Entwicklung von Captopril 1974 bei dem Pharmazieunternehmen Squibb führte).
1977 wurde er mit dem Albert Lasker Award for Basic Medical Research und 1989 mit der Royal Medal der Royal Society ausgezeichnet, deren Fellow er seit 1974 war. 1984 wurde er als Knight Bachelor geadelt. Er war auswärtiges Mitglied der Polnischen Akademie der Wissenschaften, der Königlich Niederländischen Akademie der Wissenschaften (1979), der American Academy of Arts and Sciences (1982) und der National Academy of Sciences (1983). Er war mehrfacher Ehrendoktor (Mount Sinai Hospital Medical School in New York, Krakau, Paris, Aberdeen). 1980 erhielt er den Peter Debye Preis und 1981 war er Dale Medallist. 
Vane war verheiratet und hatte zwei Töchter.